# 970
Cette page concerne l'année 970  du calendrier julien. Pour l'année 970 av. J.-C., voir 970 av. J.-C. Pour le nombre 970, voir 970 (nombre).
L'année 970 est une année commune qui commence un samedi.

## Événements

### Proche-Orient
- Safar 359 (décembre 969 - janvier 970)[1] : traité de vassalité signé entre l'émir hamdanide d'Alep et l'Empire byzantin. La frontière fiscale de l'Empire est déplacé sur le territoire alpin[2]. Alep devient le principal marché d'échange entre les Byzantins et le monde musulmans, notamment après la chute des Samanides à la fin du siècle.
- 17 février : le général fatimide Ja'far est victorieux des Ikhchidides près de Ramla, puis occupe Tibériade[3].
- 4 avril : début de la construction de la mosquée al-Azhar au Caire (fin en 972)[4].
- 14 octobre :  Ja'far campe devant Damas et ravage ses faubourgs ; il entre dans la ville pour la prière du vendredi 20 puis ses hommes pillent les souks, ce qui provoque la résistance de la population, durement réprimée. Les Fatimides prennent Homs, puis marchent jusqu'à Antioche qui est assiégée pendant cinq mois[3].

- Les Fatimides contrôlent La Mecque et Médine[5].

### Europe

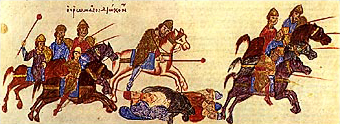
Victoire des Byzantins sur les Russes, Chronique de Jean Skylitzès.

- 22 février : début du règne de Sanche II Garcia, roi de Navarre à la mort de son père García Sánchez (fin en 994)[6].
- Mars : après la prise de Philippopolis, les troupes de Sviatoslav ravagent la Thrace[7].
- 23 mai : Aloara de Capoue, femme de Pandulf Tête de Fer, et son fils Landulf vont trouver l'empereur Otton Ier pour qu'il reprenne la guerre contre les Byzantins en Italie du Sud. Otton remet le siège devant Bovino dont il brûle les faubourgs. À Constantinople, Pandulf, libéré par Jean Tzimiskès, négocie la paix et une alliance matrimoniale entre les deux empereurs[8].
- Été : les Russes avancent sur Andrinople. Les 12 000 hommes de Bardas Sklèros qui tiennent la ville se replient sur Constantinople en évitant la bataille. Ils tendent une embuscade à l'armée russe à la hauteur d’Arcadiopolis (Lüleburgaz). Encerclés, les Russes refluent vers Philippopolis[7].
- Août - septembre : Otton Ier lève le siège de Bovino après le retour de Pandulf Tête de Fer. Il renonce à attaquer l'Italie byzantine[9].

- Révolte de Bardas Phocas qui se proclame empereur à Césarée de Cappadoce. Elle est écrasée grâce à l'intervention de Bardas Sklèros ; Bardas Phocas est interné à Chios à la fin de l'année[7].
- Vladimir Ier, fils de Sviatoslav Ier, partage le pouvoir à Novgorod avec son oncle Dobrynia[10].